# Championnat du Qatar de football 1998-1999
Navigation
Saison précédente Saison suivante
La saison 1998-1999 du Championnat du Qatar de football est la trente-cinquième édition du championnat national de première division au Qatar. Les neuf meilleures équipes du pays sont regroupées au sein d'une poule unique où elles s'affrontent deux fois, à domicile et à l'extérieur. En fin de saison, il n'y a ni promotion, ni relégation et les quatre premiers du classement disputent la Prince Crown Cup, qui offre les places en Coupe d'Asie des clubs champions et en Coupe des clubs champions du golfe Persique. 
C'est le club d'Al-Wakrah Sports Club qui remporte la compétition, après avoir terminé en tête du classement final, avec cinq points d'avance sur le tenant du titre, Al Ittihad Doha et sept sur Sadd Sports Club. C'est le tout premier titre de champion du Qatar de l'histoire du club. 

## Les clubs participants
| - Al-Rayyan SC - Al-Arabi Sports Club - Al Ahly Doha - Al Taawun - Al Ittihad Doha - Qatar SC - Sadd Sports Club - Al Shamal - Al-Wakrah Sports Club |

## Compétition

### Classement
Le classement est établi sur le barème de points classique (victoire à 3 points, match nul à 1, défaite à 0).
| Rang | Équipe                | Pts | J  | G  | N | P  | Bp | Bc | Diff |
| ---- | --------------------- | --- | -- | -- | - | -- | -- | -- | ---- |
| 1    | Al-Wakrah Sports Club | 39  | 16 | 12 | 3 | 1  | 36 | 16 | +20  |
| 2    | Al Ittihad Doha (T)   | 34  | 16 | 10 | 4 | 2  | 32 | 11 | +21  |
| 3    | Sadd Sports Club      | 33  | 16 | 10 | 3 | 3  | 29 | 15 | +14  |
| 4    | Al-Arabi Sports Club  | 23  | 16 | 6  | 5 | 5  | 24 | 13 | +11  |
| 5    | Al-Rayyan SC (C)      | 23  | 16 | 6  | 5 | 5  | 29 | 23 | +6   |
| 6    | Qatar SC              | 17  | 16 | 5  | 2 | 9  | 16 | 27 | -11  |
| 7    | Al Ahly Doha          | 15  | 16 | 4  | 3 | 9  | 22 | 31 | -9   |
| 8    | Al Taawun             | 9   | 16 | 2  | 3 | 11 | 17 | 38 | -21  |
| 9    | Al Shamal             | 7   | 16 | 1  | 4 | 11 | 21 | 52 | -31  |

|  | Qualification pour la Prince Crown Cup                     |
|  | Qualification pour la Coupe des Coupes 1999-2000           |
|  | (T) : Tenant du titre (C) : Vainqueur de la Coupe du Qatar |

### Matchs
| Résultats (▼dom., ►ext.) | Wak | Itt | Sad | Ara | Ray | Qat | Ahl | Taa | Sha |
| Al-Wakrah Sports Club    |     | 1-1 | 1-1 | 2-1 | 1-1 | 3-0 | 1-0 | 4-1 | 5-0 |
| Al Ittihad Doha          | 5-0 |     | 2-3 | 0-0 | 1-1 | 3-1 | 1-0 | 1-0 | 1-0 |
| Sadd Sports Club         | 1-2 | 1-0 |     | 1-0 | 2-1 | 1-0 | 3-1 | 4-0 | 4-0 |
| Al-Arabi Sports Club     | 2-3 | 1-3 | 0-0 |     | 1-0 | 1-1 | 1-0 | 1-1 | 7-0 |
| Al-Rayyan SC             | 2-3 | 1-1 | 2-1 | 0-1 |     | 5-0 | 0-3 | 3-2 | 3-3 |
| Qatar SC                 | 0-1 | 0-2 | 2-1 | 1-0 | 0-1 |     | 2-0 | 1-3 | 2-2 |
| Al Ahly Doha             | 0-3 | 0-4 | 2-3 | 1-1 | 1-1 | 1-2 |     | 2-2 | 4-2 |
| Al Taawun                | 0-2 | 0-4 | 1-2 | 0-4 | 2-3 | 1-0 | 2-3 |     | 0-2 |
| Al Shamal                | 1-4 | 2-3 | 1-1 | 0-3 | 1-5 | 2-4 | 3-4 | 2-2 |     |

### Prince Crown Cup

#### Demi-finales
| Équipe 1              | Résultat | Équipe 2             | Aller | Retour |
| --------------------- | -------- | -------------------- | ----- | ------ |
| Al Ittihad Doha       | 4 - 0    | Sadd Sports Club     | 1 - 0 | 3 - 0  |
| Al-Wakrah Sports Club | 4 - 1    | Al-Arabi Sports Club | 1 - 1 | 3 - 0  |

#### Finale
| Équipe 1              | Résultat  | Équipe 2        |
| --------------------- | --------- | --------------- |
| Al-Wakrah Sports Club | 2 - 1 beo | Al Ittihad Doha |

- Al-Wakrah Sports Club obtient son billet pour la Coupe d'Asie des clubs champions 2000-2001 tandis qu'Al Ittihad Doha se qualifie pour la Coupe des clubs champions du golfe Persique 2000.

## Bilan de la saison
| Championnat du Qatar de football 1998-1999                        |                                   |
| Champion                                                          | Al-Wakrah Sports Club (1er titre) |
| Coupes et trophées                                                |                                   |
| Vainqueur de la Coupe du Qatar 1998-1999                          | Al-Rayyan SC                      |
| Qualifications continentales                                      |                                   |
| Coupe d'Asie des clubs champions 2000-2001                        | Al-Wakrah Sports Club             |
| Coupe des Coupes 1999-2000                                        | Al-Rayyan SC                      |
| Coupe des clubs champions du golfe Persique 2000                  | Al Ittihad Doha                   |
| Promotions et relégations                                         |                                   |
| Promus en Qatar Stars League                                      | Aucun                             |
| Relégués en Championnat du Qatar de football de deuxième division | Aucun                             |